# Berzovia
Berzovia è un comune della Romania di 4037 abitanti, ubicato nel distretto di Caraș-Severin, nella regione storica del Banato.
Il comune è formato dall'unione di 3 villaggi: Berzovia, Fizeș, Gherteniș.

## Storia
Fu fortezza legionaria (con il nome latino di Berzobis o Bersobis) a partire dalla conquista della Dacia sotto l'imperatore romano Traiano. Qui soggiornò per quasi un ventennio (dal 102 al 118 circa) la legio IV Flavia Felix.